# Доминикано-мексиканские отношения
Доминикано-мексиканские отношения — двусторонние дипломатические отношения между Доминиканской Республикой и Мексикой.

## История
Эти латиноамериканские государства были частью Испанской империи. После обретения независимости от Испанской империи, дипломатические отношения между Доминиканской Республикой и Мексикой были установлены 23 июля 1888 года. В марте 1890 года между странами был подписан Договор о дружбе, навигации и торговле. В 1929 году страны основали дипломатические миссии в столицах друг друга.
Дипломатические отношения между странами не отличались стабильностью из-за нескольких государственных переворотов, гражданских войн и иностранных интервенций в Доминиканской Республике. С 1930 по 1938 год, а затем с 1942 по 1961 год Доминиканской Республикой управлял президент Рафаэль Трухильо. В течение этого периода отношения между Доминиканской Республикой и Мексикой оставались напряжёнными. Мексика предоставила политическое убежище нескольким доминиканским политикам и видным деятелям, которые сбежали из страны спасаясь от репрессий. После смерти Рафаэля Трухильо в 1961 году отношения между двумя странами улучшились.
В апреле 1965 года правительство Соединённых Штатов Америки при президенте Линдоне Джонсоне опасалось, что Доминиканская Республика превратится во вторую Кубу после смерти Рафаэля Трухильо и оккупировало эту страну. Мексика решительно осудила американскую оккупацию Доминиканской Республики, а также бойкотировала заседание Организации американских государств. Вскоре после избрания президента Хоакина Балагера американские морские пехотинцы вышли из Доминиканской Республики в июле 1966 года, после чего дипломатические отношения между Мексикой и этой страны нормализовались.

## Торговля
В 2017 году объём товарооборота между странами составил сумму 858 миллионов долларов США. Доминиканская Республика является 37-м крупнейшим торговым партнером Мексики в мире, а Мексика является четвертым по величине торговым партнером Доминиканской Республики. Экспортом Мексики в Доминиканскую Республику: нефть и сталь. Экспортом Доминиканской Республики в Мексику: электронные режущие устройства и механическое оборудование. Мексиканские компании инвестировали в экономику Доминиканской Республики более 6,7 млрд. долларов США. В стране действует несколько интернациональных мексиканских компаний: América Móvil, Cemex, Jumex и Sigma Alimentos. Доминиканские компании инвестировали более 3,6 млн. долларов США в экономику Мексики.